# Кордес
Кордес (фр. Cordesse) насеље је и општина у источном делу централне Француске у региону Бургоња, у департману Саона и Лоара која припада префектури Отен.
По подацима из 2011. године у општини је живело 187 становника, а густина насељености је износила 17,78 становника/km². Општина се простире на површини од 10,52 km². Налази се на средњој надморској висини од 310 метара (максималној 505 m, а минималној 295 m).

## Демографија
| 1962. | 1968. | 1975. | 1982. | 1990. | 1999. | 2011. |
| ----- | ----- | ----- | ----- | ----- | ----- | ----- |
| 142   | 149   | 121   | 150   | 150   | 142   | 187   |

График промене броја становника у току последњих година